# Jean-Pierre Lambin
Jean-Pierre Lambin (Sûre, 5 april 1791 - Nives, 18 april 1870) was een Belgisch volksvertegenwoordiger en burgemeester.

## Levensloop
Lambin was een zoon van de landbouwer Jean Lambin en van Marie-Cécile Dossogne.
Hij was notaris in Houffalize van 1821 tot 1857. In Houffalize was hij gemeenteraadslid en burgemeester (1836-1839), schepen (1840-1847) en vanaf 1848 nog alleen gemeenteraadslid. Hij was provincieraadslid voor Luxemburg van 1839 tot 1854.
In 1854 werd hij katholiek volksvertegenwoordiger voor het arrondissement Bastenaken en vervulde dit mandaat tot in 1857.